# جورج تي رينولدز
جورج تي رينولدز (بالإنجليزية: George T. Reynolds)‏ (و. 1917 – 2005 م) هو عالم فلك من الولايات المتحدة الأمريكية . ولد في ترنتون، نيوجيرسي . شارك في مشروع مانهاتن .
توفي عن عمر يناهز 88 عاماً.

## التعليم
تعلم في جامعة برنستون، وجامعة روتجرز

## مناصب وهيئات
أدار جامعة برنستون.

## الخدمة العسكرية
خدم في بحرية الولايات المتحدة.